# أندرياس ماير (لاعب هوكي الجليد)
أندرياس ماير هو لاعب هوكي الجليد سويسري، ولد في 20 أكتوبر 1954 في سويسرا.

## وصلات خارجية
- أندرياس ماير على موقع EliteProspects.com (الإنجليزية)
- أندرياس ماير على موقع HockeyDB.com (الإنجليزية)
- أندرياس ماير على موقع أوليمبيديا (الإنجليزية)